# Douglas Forvis
Douglas Forvis Espinoza (ur. 17 maja 1992 w Nicoyi) – nikaraguański piłkarz pochodzenia kostarykańskiego występujący na pozycji bramkarza, reprezentant Nikaragui, od 2022 roku zawodnik Realu Estelí.
Jego ojciec pochodzi z Nikaragui.